# Reg E. Cathey
Reginald Eurias Cathey,  född 18 augusti 1958 i Huntsville i Alabama, död 9 februari 2018 i New York, var en amerikansk skådespelare. 
Cathey inledde sin karriär som skådespelare under 1980-talet och uppmärksammades bland annat för sina roller som Norman Wilson i The Wire, Martin Querns i Oz och Freddy Hayes i House of Cards. För rollen i House of Cards nominerades han till tre Emmy Awards varav han vann en 2015.
Han avled, 59 år gammal, i sviterna av lungcancer.